# Olja Ristić
Olivera „Olja” Ristić (Aleksinac, 14. oktobar 1971) srpska je likovna umetnica i profesorka slikarstva. Članica je ULUS-a od 2002. godine.

## Život i karijera
Diplomirala je 1995. godine slikarstvo na Fakultetu umetnosti u Prištini, u klasi profesora Hilmije Ćatovića i na istom fakultetu magistrirala 2001. godine.
Od 1997. do 2005. godine bila je asistentkinja na Fakultetu umetnosti u Prištini na predmetu „Tehnologija slikarstva” i sarađivala je sa profesorom Momirom Kneževićem, slikarom iz Nikšića.
Živi i stvara u Aleksincu.
Njene slike se nalaze u privatnim kolekcijama u Francuskoj, Italiji, Norveškoj, Švedskoj, Švajcarskoj, Hrvatskoj, Kanadi, Maroku, Tunisu, Grčkoj, Crnoj Gori i Srbiji.

## Izložbe i kritike
Svoju prvu samostalnu izložbu priređuje u „Malom likovnom salonu” u Kragujevcu, a zatim i u galeriji Sue Ryder u Herceg Novom. O ovim izložbama pisao je profesor Istorije umetnosti na FU u Nišu, Srđan Marković:
| „ | Ta mogućnost slikarske materije da bude evokativna, da dozvoljava retro kretanje prema unutrašnjim pejzažima duše u kojima je pohranjena i sva slojevitost zemlje, oduvek je predstavljala izazov za Olju Ristić. Smisao toga izazova za nju leži u potrebi da se materija natera da progovori, ali i da se, istovremeno, hromatsko polje slike pretvori u intimni dnevnik na čijoj površini egzistira struktura piktograma kojima se obrazlaže drama slike. Drama jednoga putovanja koje stvaralac preduzima krećući se prema sebi, prema tamnim i pustim dolinama kroz koje mora proći da bi došao do predela u kojima egzistira svetlosni fluid što ne pripada treperavoj sunčevoj svetlosti. | ” |

Početkom 2004. godine otkriva da boluje od leukemije i njen se život menja. Ipak iste godine u leto odlazi u Italiju gde je gost mozaičke radionice i škole Centro Alletti u Rimu.
Tu se menja njen odnos i prema sebi i prema slikarstvu. Tu počinje njeno traganje za isceljenjem, novim svetlom u sebi, za snagom da sve počne iznova. I tu počinje ciklus „Traganje za svetlom”.
U sliku unosi elemente koji menjaju izgled dela; motive iz prirode poput stabljika, grančica, travki. Slika klijanje, rađanje, regeneraciju.
Zdravko Vučinić, istoričar i likovni kritičar u časopisu „Likovni Život”, o Oljinom radu piše:
| „ | Oni (motivi) su sučeljeni sloju geometrizovane date pozadine sa kojom grade jedinstven vizuelni iskaz". Njena prethodna dela su se odlikovala gotovo apstraktnom vokacijom. Skladne bojene površine su se zasnivale na dvodimenzionalnoj ravni čime je bila na pragu da stvori sliku čistog plastičnog znaka. Čini se da taj aspekt (možda zbog izvesne zatvorenosti koja je pretila slici, zasićenosti problemom na kojem je istrajavala, ili je pak u pitanju nešto posve drugo) nije odgovorio njenoj stvaralačkoj prirodi te je učinila znatne izmene. Spona sa radovima iz prethodnog razdoblja nije sasvim iščezla i nestala. Zadržao se izvestan stepen kontinuiteta oličen u zgusnutoj materijalizaciji likovne ideje u istopljenim bojenim kontrastima, njihovoj očitoj supremaciji kojoj poklanja osobitu pažnju. | ” |

O slikarstvu Olje Ristić je pisao i likovni kritičar Mihailo Kandić:
| „ | Mediteran, Mediteran...Olje Ristić Mediteranski duh, tako proređen u srpskom slikarstvu, svog odanog prijatelja ima u slikarki Olji Ristić. Pikaso, Matis, Kapri, modro, plavo, zasićeno koloritom i svetlošću, sve su to pojmovi i sintagme koje naviru iz ciklusa „Traganje za svetlom”. Slikarkina epifanija - otkriće boje i svetlosti kao osnove platna, dešava se kao kod Branka Popovića, ili u mediteranskim motivima Pikasa, u čitavoj seriji njegovih mediteranskih predela, enterijera, „otvorenih prozora”, zalazaka u mirisne vrtove i „cvetove agava”. I slika Olje Ristić sa temom juga tople, sunčane Italije, pokrenuta nadošlim emocijama, kao odraz izuzetno senzibilnog umetničkog bića koje sa dominantnom lakoćom zna i ume da otkriva lepote i divote anvironmana u kome je trenutno, da prepozna vizibilne i kolorističke raskoši koje samo umetničko oko može da identifikuje. Olja je, jednog dana, jednog trena, na Kapriju, pogledom obuhvatila isto to što je prenela na svoja platna. I evo slike! Modre slike Olje Ristić, njeni osvetljeni i rasvetljeni kaktusi, Iris Germanica, Lilium Bilbiferum i ostalo mediteransko cveće zasićeno je koloritom da bi se izborilo za svoje mesto u mediteranskoj blještavoj svetlosti i jarkoj obojenosti, u dominantnoj prevlasti plave i modre. Mnogi umetnici posle dolaska u Pariz doživljavaju svoju stvaralačku epifaniju. Olja na Kapriju i Santoriniju. Toliko živo i neposredno da pogled na njeno platno namah otkriva Mediteran. Pri tome ne mora imenovati svoje slike,mada su imenovanja ipak definitivni odgovori na poglede. I to na onaj Mediteran koji su, naglašavam, svojevremeno otkrivali francuski slikari visoke moderne, od Pikasa i Braka do Matisa. I svi oni su bili rasni koloristi poput Olje Ristić, tako da je naša slikarka spontano nastavila njihovu poetiku Mediterana kao da prekida nije ni bilo. Generacijske razlike, vremenski hijatusi između velikih Francuza i Olje Ristić u njihovim platnima jedva da su naznačeni. Ako bi se kojim slučajem napravila njihova zajednička izložba, jer u umetnosti sve je moguće, dobio bi se jedan likovni intertekst, isti govor likovni, tako da bi se njihova platna, slikovno i koloristički različita po prirodi uverenja njihovih autora, mogla poimati kao jedni isto likovno područje. Područje mediteranske slike. One slike koje Olja Ristić izdašno i durašno pokazuje. | ” |

## Izložbe
Izlagala je na preko 60 kolektivnih i 11 samostalnih izložbi.

### Samostalne izložbe
- 2010. Tivat, Crna Gora, Galerija „Buća”
- 2010. Niš, Srbija, galerija NKC
- 2008. Paraćin, Srbija, galerija KC
- 2007. Kragujevac, Srbija, galerija Mostovi Balkana
- 2006. Sombor, Srbija, galerija Laza Kostić
- 2006. Winnipeg, Manitoba, Kanada, galerija Ken Segal
- 2005. Apatin, Srbija, galerija Meander
- 2004. Bečići, Crna Gora, galerija hotela Splendid
- 2003. Beograd, Srbija, galerija SULUJ
- 2000. Herceg Novi, Crna Gora, galerija Sue Ryder
- 2000. Kragujevac, Srbija, Mali likovni salon, Narodni muzej

## Galerija

### Slike 2000—2003.
- KOMPOZICIJA ll, ulje na platnu 35x40 cm, 2000.
- KOMPOZICIJA IV, ulje na platnu 35x40 cm, 2000.
- KOMPOZICIJA III, ulje na platnu 35x40 cm, 2000.
- KOMPOZICIJA U CRVENOM I PINK, ulje na platnu, 35x45 cm, 2003.

### Slike 2006.
- GIARDINI DI AUGUSTO, ulje na platnu 60x80 cm, 2006.
- OTVORENI PROZOR, ulje na platnu, 60x80 cm, 2006.

### Slike 2010.
- KLIJANJE I, ulje na platnu 100x120, 2010.
- KLIJANJE II, ulje na platnu 100x120 cm, 2010.
- KLIJANJE VI, ulje na platnu 50x60 cm, 2010.

### Slike 2011—2014.
- SIESTA, ulje na platnu 60x60 cm, 2014.
- KAKTUS NA SUNCU, ulje na platnu 60x60 cm, 2014.
- , ulje na platnu 60x60 cm, 2014.

### Slike 2018—2019.
- CRNOGORSKI PEJZAŽ SA KUĆOM I KAKTUSOM, akrilik na platnu 50x60 cm, 2019.
- KUĆA S POGLEDOM, akrilik na platnu 40x30 cm, 2019.
- TAMNO PLAVO II, akrilik na platnu 50x50 cm, 2019.
- TAMNO PLAVO (DAJ MI KRILA), akrilik na platnu 80x80 cm, 2019.
- DALMATINSKI PEJZAŽ SA SUNCOBRANOM, akrilik na platnu 60x50 cm, 2019.
- NORVEŠKI PEJZAŽ SA SVETIONIKOM, akrilik na platnu 45x50 cm, 2019.

### Slike 2020.
- ZALIV I, akrilik na platnu 80x80 cm, 2020.
- ZALIV IV, akrilik na platnu 100x100 cm, 2020.
- DALMATINSKI ZEN, akrilik na platnu, 100x100 cm, 2020.
- 28 SEKUNDI ČISTOTE, 90x70 cm, 2020.

## Spoljašnje veze
- Zvanična internet prezentacija